# Kjell-Åke Petersson
Kjell-Åke "Charlie" Petersson (även stavat Pettersson), född 21 september 1933, död i april 2013, var en svensk handbollsspelare (kantspelare). Han spelade en landskamp för Sveriges landslag, den 14 februari 1959 mot Island.
I Växjö BK spelade Petersson tillsammans med sina bröder Lennart "Leddet" Petersson och Rune Petersson. Den förstnämnde spelade han också tillsammans med i Helsingsborgsklubben Vikingarnas IF. Med Vikingarnas IF tog Petersson SM-guld 1967. Guldåret vann han dessutom skytteligan i högsta serien, med 116 gjorda mål på 18 matcher.
Vid sidan om handbollen arbetade Petersson som tryckeriarbetare (typograf), först för tidningen Kronobergaren och därefter Helsingborgs Dagblad.

## Klubbar
- Växjö BK (–1962)
- Vikingarnas IF (1962–?)

## Meriter
- SM-guld 1967 med Vikingarnas IF